# NGC 6525
NGC 6525 – gromada otwarta znajdująca się w gwiazdozbiorze Wężownika. Odkrył ją John Herschel 29 lipca 1829 roku. Jest położona w odległości ok. 4,7 tys. lat świetlnych od Słońca.